# Dane Melavc
Daniel »Dane« Melavc, slovenski ekonomist, profesor in nekdanji rektor Univerze v Mariboru * 17. julij 1932, Mozirje, † februar 2019
Po diplomi iz ekonomije na Univerzi v Ljubljani in doktoratu na Univerzi v Zagrebu se je sprva zaposlil v gospodarstvu. Od leta 1972 je bil zaposlen na nekdanjem VEKŠ-u, danes Ekonomsko-poslovni fakulteti, kjer je predaval predmete iz področja računovodstva. Redni profesor je postal leta 1980. V letih 1979−1983 je bil dekan omenjene fakultete.
V letu 1983 je bil izvoljen za tretjega rektorja Univerze v Mariboru, kjer je nasledil Dalija Đonlagića. Mandat je končal leta 1987, kot največji uspeh pa se lahko izpostavi začetek gradnje nove stavbe Univerzitetne knjižnice.  
Leta 1994 je bil imenovan za zaslužnega profesorja Univerze v Mariboru in v letu 2000 še za častnega senatorja.